# Kabinet-De Meester
Het kabinet-De Meester was een Nederlands kabinet tussen 1905 en 1908. Het kabinet, een coalitie tussen liberale en vrijzinnig-democratische ministers, beschikte noch in de Eerste Kamer noch in de Tweede Kamer over een meerderheid. Maar aangezien het kabinet werd gedoogd door de Sociaaldemocraten, kon het kabinet enkele jaren regeren.
Onder dit kabinet kwam de voor de sociale ontwikkeling van Nederland belangrijke Wet op de Arbeidsovereenkomst van stand. Deze wet "tot wijziging en aanvulling van de bepalingen in het Burgerlijk Wetboek omtrent huur van dienstboden en werklieden en daarmede samenhangende artikelen in dat wetboek, alsmede in de Wetboeken van Koophandel en van Burgerlijke Regtsvordering, in de Wet op de Regterlijke Organisatie en het Beleid der Justitie, en in de Faillissementswet(...)", werd aangenomen in juli 1907 en zou in werking treden onder een volgend kabinet, het kabinet-Heemskerk, in februari 1909.
Formateur van het kabinet-De Meester tijdens de kabinetsformatie van 1905 was Hendrik Goeman Borgesius. De installatie van het kabinet vond plaats op 17 augustus 1905. Op 21 december 1906 vond de eerste grote crisis plaats, toen de Tweede Kamer dreigde de plannen van minister Staal te verwerpen. Na een lang debat, dat de geschiedenis in zou gaan als de Nacht van Staal lukte het de minister om zijn plannen goedgekeurd te krijgen. Enkele weken later, op 11 februari 1907, werden de plannen alsnog verworpen door de Eerste Kamer. Hierop diende het kabinet zijn ontslag in bij koningin Wilhelmina. Omdat het niet lukte een ander kabinet te vormen, wees Wilhelmina de ontslagaanvraag af. Alleen minister Staal trad af en werd vervangen.
Precies een jaar na de Nacht van Staal, op 21 december 1907, verwierp de Tweede Kamer de begroting van de opvolger van minister Staal. Hierop trad het kabinet af. Op 8 februari 1908 werd de ontslagaanvraag door de koningin aanvaard.

## Ambtsbekleders
| Ambtsbekleders                                | Ambtsbekleders          | Ambtsbekleders                                               | Ministers / Ministerie | Ministers / Ministerie           | Termijn                                         | Partij            |
| --------------------------------------------- | ----------------------- | ------------------------------------------------------------ | ---------------------- | -------------------------------- | ----------------------------------------------- | ----------------- |
|                                               | Th.H. (Theo) de Meester | mr. Th.H. (Theo) de Meester (1851–1919)                      | Voorzitter             | Voorzitter                       | 17 augustus 1905 – 12 februari 1908             | LU                |
| Minister                                      | Th.H. (Theo) de Meester | mr. Th.H. (Theo) de Meester (1851–1919)                      | Financiën              |                                  | 17 augustus 1905 – 12 februari 1908             | LU                |
|                                               |                         | mr. P. (Pieter) Rink (1851–1941)                             | Minister               | Binnenlandse Zaken               | 17 augustus 1905 – 12 februari 1908             | LU                |
|                                               |                         | jhr.mr. D.A.W. (Dirk) van Tets van Goudriaan (1844–1930)     | Minister               | Buitenlandse Zaken               | 17 augustus 1905 – 12 februari 1908             | O (Oud- Liberaal) |
|                                               |                         | mr. E.E. (Eduard Ellis) van Raalte (1841–1921)               | Minister               | Justitie                         | 17 augustus 1905 – 12 februari 1908             | VDB               |
|                                               | J. (Jacob) Kraus        | J. (Jacob) Kraus (1861–1951)                                 | Minister               | Waterstaat, Handel en Nijverheid | 17 augustus 1905 – 1 juli 1906                  | LU                |
|                                               | J.D. (Jacob) Veegens    | mr. J.D. (Jacob) Veegens (1845–1910)                         | Minister               | Landbouw, Handel en Nijverheid   | 1 juli 1906 – 12 februari 1908                  | VDB               |
|                                               | H.P. (Henri) Staal      | generaal-majoor H.P. (Henri) Staal (1845–1920)               | Minister               | Oorlog                           | 17 augustus 1905 – 7 april 1907 (afgetreden)    | LU                |
|                                               | Willem van Rappard      | generaal-majoor W.F. (Willem) ridder van Rappard (1846–1913) | Minister               | Oorlog                           | 7 april 1907 – 12 februari 1908                 | O (Liberaal)      |
|                                               | W.J. Cohen Stuart       | kapitein-ter-zee W.J. Cohen Stuart (1857–1935)               | Minister               | Marine                           | 17 augustus 1905 – 5 augustus 1907 (afgetreden) | O (Liberaal)      |
|                                               | J. (Jan) Wentholt       | viceadmiraal J. (Jan) Wentholt (1851–1931)                   | Minister               | Marine                           | 5 augustus 1907 – 12 augustus 1908              | O (Liberaal)      |
|                                               | J. (Jacob) Kraus        | dr. J. (Jacob) Kraus (1861–1951)                             | Minister               | Waterstaat                       | 1 juli 1906 – 12 februari 1908                  | LU                |
|                                               | D. (Dirk) Fock          | mr.dr. D. (Dirk) Fock (1858–1941)                            | Minister               | Koloniën                         | 17 augustus 1905 – 12 februari 1908             | LU                |
| Bron: Kabinet-De Meester Parlement & Politiek |                         |                                                              |                        |                                  |                                                 |                   |

Schimmelpenninck ·
De Kempenaer-Donker Curtius ·
Thorbecke I ·
Van Hall-Donker Curtius ·
Van der Brugghen ·
Rochussen ·
Van Hall-Van Heemstra ·
Van Zuylen van Nijevelt-Van Heemstra ·
Thorbecke II ·
Fransen van de Putte ·
Van Zuylen van Nijevelt ·
Van Bosse-Fock ·
Thorbecke III ·
De Vries-Fransen van de Putte ·
Heemskerk-Van Lynden van Sandenburg ·
Kappeyne van de Coppello ·
Van Lynden van Sandenburg ·
Heemskerk Azn. ·
Mackay ·
Van Tienhoven ·
Röell ·
Pierson ·
Kuyper ·
De Meester ·
Heemskerk ·
Cort van der Linden ·
Ruijs de Beerenbrouck I ·
Ruijs de Beerenbrouck II ·
Colijn I ·
De Geer I ·
Ruijs de Beerenbrouck III ·
Colijn II ·
Colijn III ·
Colijn IV ·
Colijn V ·
De Geer II ·
Gerbrandy I ·
Gerbrandy II ·
Gerbrandy III ·
Schermerhorn-Drees ·
Beel I ·
Drees-Van Schaik ·
Drees I ·
Drees II ·
Drees III ·
Beel II* ·
De Quay ·
Marijnen ·
Cals ·
Zijlstra* ·
De Jong ·
Biesheuvel I ·
Biesheuvel II* ·
Den Uyl ·
Van Agt I ·
Van Agt II ·
Van Agt III* ·
Lubbers I ·
Lubbers II ·
Lubbers III ·
Kok I ·
Kok II ·
Balkenende I ·
Balkenende II ·
Balkenende III* · 
Balkenende IV ·
Rutte I ·
Rutte II · 
Rutte III ·
Rutte IV ·  
Schoof

* rompkabinet